# WRC: FIA World Rally Championship Arcade
WRC: FIA World Rally Championship Arcade est un jeu vidéo de course de rallye automobile développé par Unique Development Studios et édité par Sony Computer Entertainment, sorti en 2002 sur PlayStation.

## Accueil
- Jeux vidéo Magazine : 12/20[1]
- Jeuxvideo.com : 12/20[2]